# スペースデブリ

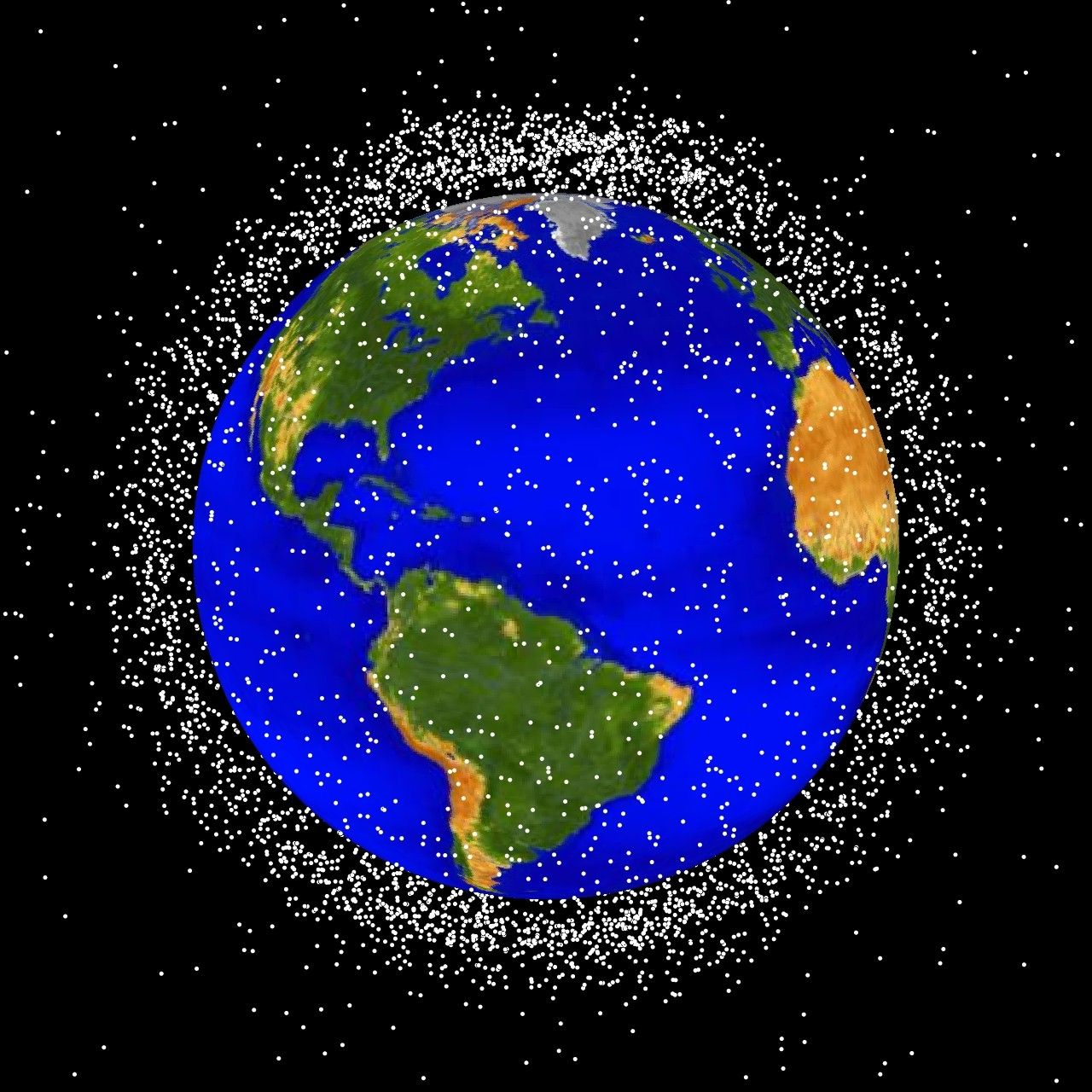
高度2,000km以下の軌道を周回するスペースデブリの分布。

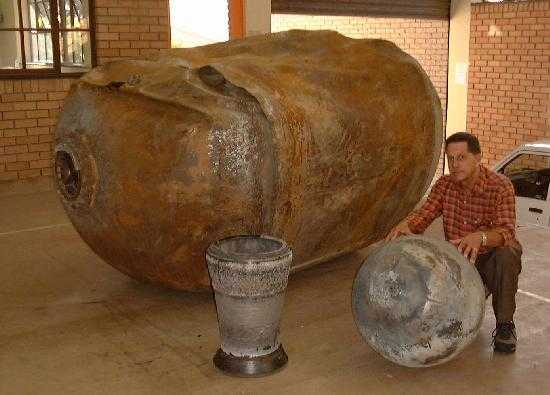
大気圏突入した大きなスペースデブリの一部が燃え尽きずに地上へ落下したもの。デルタ2の燃料タンク。

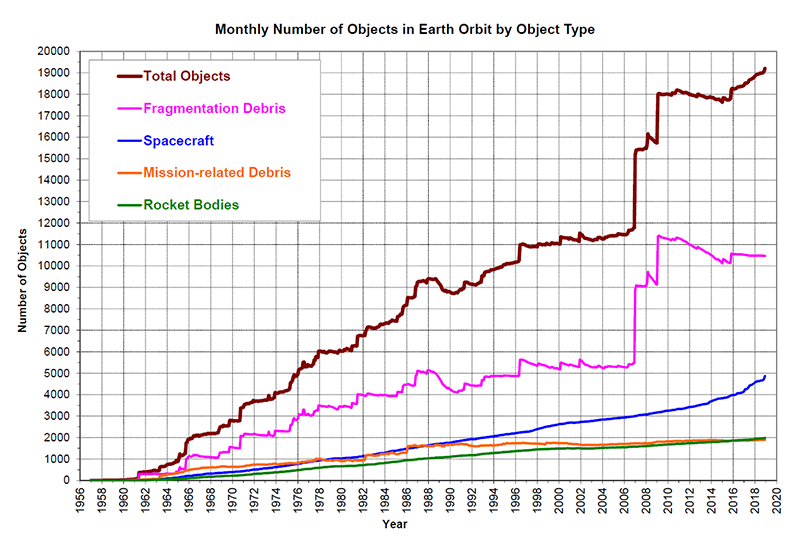
宇宙監視ネットワークによる月別の地球軌道上の物体一覧。茶色:トータル。ピンク:破片化したデブリ。青:宇宙機。オレンジ:ミッション関連デブリ。緑:ロケットボディ

スペースデブリ（古フランス語: débris、英語: space debris、orbital debrisとも）または宇宙ゴミ（うちゅうゴミ、アメリカ英語: space junk）とは、なんらかの意味がある活動を行うことなく地球の衛星軌道を周回する人工的な宇宙物体のことである。宇宙開発関連の文脈では単にデブリと呼ぶこともある。
宇宙開発の加速やロケット打ち上げ費用の低廉化で宇宙物体が増えることに伴い、寿命や故障で役目を終えてスペースデブリ化する人工衛星も増加している。近年では打上げ計画時からスペースデブリ化を防ぐために運用終了時の対応を決めていたり、予期せぬ衝突を防ぐために宇宙状況監視の能力を高める動きが見られる。

## 概要
本記事で扱う「スペースデブリ」には、耐用年数を過ぎ機能を停止した（された）、または事故・故障により制御不能となった人工衛星から、衛星などの打上げに使われたロケット本体や、その一部の部品、多段ロケットの切り離しなどによって生じた破片、デブリ同士の衝突で生まれた微細デブリ、更には宇宙飛行士が落とした「手袋・工具・部品」、はがれた塗料片など、数10mの巨大なものから数mmの欠片までが含まれる。
なお、天然岩石や鉱物・金属などで構成された宇宙塵（微小な隕石）は「流星物質」と呼ばれ区別されている。
これらスペースデブリの総数は増加の一途を辿っているうえ、それぞれ異なる軌道を周回しているため、回収及び制御が難しい状態である。これらが活動中の人工衛星や有人宇宙船、国際宇宙ステーション（ISS）などに衝突すれば、設備が破壊されたり乗員の生命に危険が及ぶ恐れがあるため、国際問題となっている。現にニアミスや微小デブリとの衝突などは頻繁に起こっており、1996年にスペースシャトル・エンデバーのミッション（STS-72）で若田光一宇宙飛行士が回収した日本の宇宙実験室（SFU）には、微細なものを含めると500箇所近い衝突痕が確認された。
スペースデブリは地球中心に対して十分に速移動速度が低い場合は落下して大気圏へ再突入するが、人工衛星として運用する物体は地表に対し、300 - 450kmの低軌道では7 - 8km/s、36,000kmの静止軌道でも3km/sと非常に高速で移動している。さらに軌道周回物体同士の相対速度では10km/s以上で衝突することもある。運動エネルギーは速度の2乗に比例するため、スペースデブリの破壊力はすさまじく、直径が10cmほどあれば宇宙船は完全に破壊され、数cmでも致命的な損傷は免れない。さらに数mmのものであっても場合によっては宇宙船の任務遂行能力を奪う。5 - 10mmのデブリとの衝突は弾丸を撃ち込まれることに匹敵する。

## 監視
衝突を防ぐことを目的として地球近傍のデブリ等を観測する活動は宇宙状況認識(SSA)と呼ばれる。北アメリカ航空宇宙防衛司令部（NORAD）の宇宙監視ネットワーク（Space Surveillance Network、略称：SSN）、ロシアの宇宙監視システム（Space Surveilance System、略称：SSS）などでは約10cm以上の比較的大きなデブリをカタログに登録して常時監視が行われており、日本でも美星スペースガードセンター（BSGC）、上斎原スペースガードセンター（KSGC）の2施設でデブリの監視が行われている。また、航空自衛隊宇宙作戦隊でもデブリ監視を行う予定である。カタログ登録されたデブリの数だけでも約9,000個に及び、1mm以下の微細デブリまでも含めると数百万とも数千万個とも言われる。

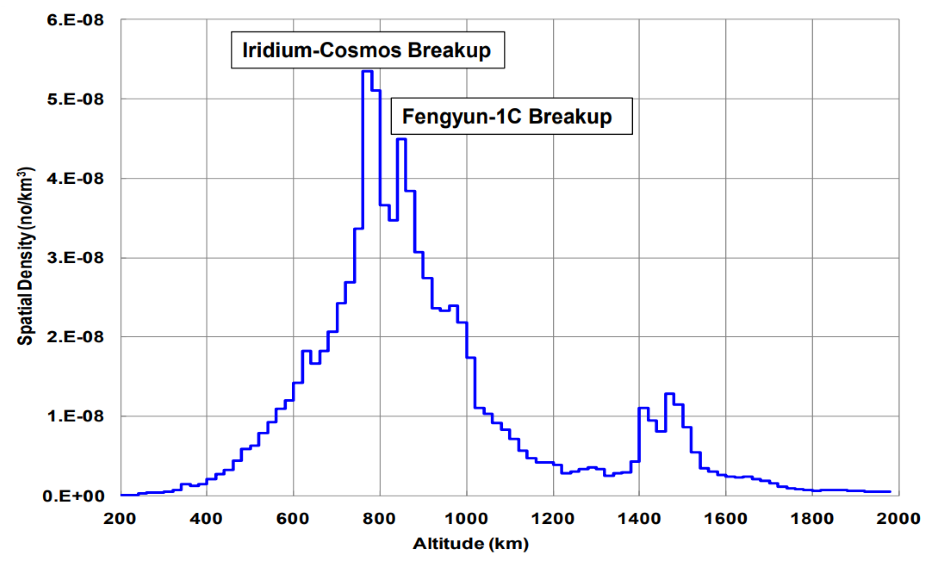
LEO(～2000km)までのデブリ分布。2011年NASAの報告 United Nations Office for Outer Space Affairs

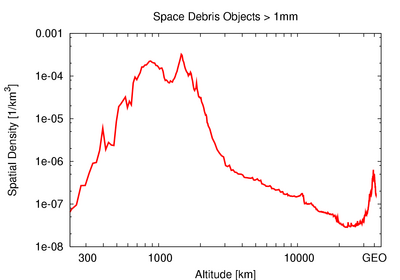
ESA MASTER-2001によるデブリの分布。古いデータのため中国の衛星迎撃実験及び2009年の衝突事故によるデブリは含まれていない。

2017年4月18日からドイツ・ダルムシュタットで開催されたスペースデブリに関する会合で、スペースデブリは4半世紀で倍増したと報告された。最高速度28000km/hで地球の軌道を周回しているため、小さなゴミでも有人宇宙船、人工衛星の表面を破壊するほどの衝撃力を持ち、危険である。1993年には、地上のレーダー観測で、地球軌道上に10cm以上のスペースデブリが約8000個確認されている。それが2017年現在では約20000個に増え、1m以上の宇宙ゴミも5000個あるという。約1cmほどのスペースデブリは「飛んでいる弾丸」ともいわれ、75万個に上り、1mm以上のものは1億5000万個あるとする欧州宇宙機関（ESA）の予測モデルもある。こうした、スペースデブリが互いに衝突してさらにゴミが拡散しかねない状況を招いた2つの要因として、中国の老朽化した気象衛星「風雲」を対衛星兵器で破壊した2007年1月の実験と、2009年2月のロシアの軍事衛星「コスモス2251号」とアメリカイリジウム・サテライト社の通信衛星との衝突が考えられるという。

## 発生の原因

### 微小な人工物体の意図的な散布
1963年、冷戦期のアメリカ軍は電離層の働きに依存していた国際無線通信を安定化させるため長さ2cmの銅製の針を高度3,500 - 3,800km、傾斜角87 - 96度の軌道に大量に散布して電波の反射する層を人工的に作り出すウェスト・フォード計画を実施した。当初の目的は達成されたものの、散布された針の数は4億8000万本に及び、国際的な批判を浴びた。2020年1月時点になお軌道を周回し、追跡されている針は42個である。

### ブレークアップ
人工衛星や多段ロケットの最終段などが軌道上で爆発することを「ブレークアップ（破砕、爆散）」という。1961年から2000年までに163回のブレークアップが起きている。ひとたびブレークアップが起きると、観測可能なものだけでも多い時で数百個から数千個のスペースデブリが発生する。これらは爆発前に周回していた軌道に沿って雲のような塊（デブリ・クラウド）を形成し、時間が経つにつれて徐々に拡散していく。
ブレークアップの原因としては次のようなものが挙げられる。
人工衛星の意図的な破壊
衛星攻撃兵器（ASAT）実験による破壊や、軍事衛星などの老朽化した人工衛星が他国の領内に落下することを防ぐために指令破壊することで大量のデブリが発生する。現在、国連では宇宙空間で人工衛星を破壊することを禁じる決議が採択されているが、アメリカ航空宇宙局は衛星破壊によるスペースデブリは大きな脅威ではないとしている。
冷戦以降、アメリカとソ連は競って人工衛星の破壊実験を行い数百億と言われるスペースデブリを発生させた。
- 1985年9月13日、アメリカが行ったF-15戦闘機からのミサイル発射によるP78-1 Solwind衛星の破壊では、高度525kmの軌道上に地上から観測可能なほど大きなデブリ200個が発生し全てのデブリが地上に落下するまで17年の歳月を要した。
- 2007年1月11日、中国も弾道ミサイルを使って老朽化した人工衛星風雲1号C（高度850km）を破壊する実験を行った。この破壊では、2,841個のデブリが発生した。四川省から打ち上げられた兵器がこの衛星を破壊した際、直径10㎝以上のデブリを一気に10％も増加させたとされる。
- 2021年11月15日、ロシアが自国の衛星「ツェリーナＤ」をミサイルで破壊する実験を行い、その時点で1500個以上のスペースデブリが発生したため、国際宇宙ステーションの搭乗員らが一時的に緊急用シェルターに退避することを強いられた。4日前に新しい搭乗員が加わったばかりのISSは、その時点で米国人4人、ドイツ人1人、ロシア人2人で構成されていた。米国はロシアの実験を「向こう見ずで無責任」と非難し、日本政府も、ロシアの行動が2007年にロシアを含む国連宇宙空間平和利用委員会（COPUOS）で全会一致で採択された「スペースデブリ低減ガイドライン」に違反するものとして強く抗議した。ロシアは実験を成功と報告し、過去の米中インドの衛星破壊実験をひきあいにして宇宙活動に脅威を与えるものではないと主張した。
- 2022年4月18日、ハリス米副大統領は米国が衛星攻撃兵器（ASAT）を使った衛星破壊実験を中止すると発表し、他国にも実験中止を呼び掛けた。

推進剤の爆発
役目を終えた液体燃料ロケットの推進剤が残っていると、タンクの隔壁に亀裂が入って燃料と酸化剤が接触・反応したり、太陽熱によってタンクの内圧が上がったりして爆発することがある。これはタンク内の推進剤をすべて放出してしまえば防ぐことが出来るが、そうした措置が取られるようになる前に打ち上げられたロケットが10年以上経ってから爆発した事例もある。
- 2007年2月19日に発生したロシアのプロトンロケット上段ブースターの爆発では、1100個以上のデブリの発生が確認されている。

電気回路のショート
人工衛星に搭載されている二次電池の圧力容器が回路のショートによって加熱、爆発する可能性がある。
衝突
人工衛星同士、デブリと人工衛星、あるいはデブリ同士の衝突。#人工衛星との衝突を参照。
特定の軌道をとるデブリの密度が臨界値を越えると、衝突によるブレークアップが連鎖的に発生してデブリが自己増殖する可能性があると言われており、ケスラーシンドロームとも呼ばれる。
その他、ブレークアップほど深刻ではないが、微細なデブリが生じるケースとして、衛星の熱制御に使われる冷媒の漏れ、固体ロケットモーターの燃焼時に噴煙内に生じる微細な粒子、塗料が剥離した破片も問題になっており、これらの発生を減らすような対策が検討されている。

## 対策
カタログ登録された直径10cm以上のデブリは軌道が判っているため、ニアミスの恐れがある場合は衛星あるいは宇宙機の方が軌道を修正して回避することが可能であり、また1cm以下のデブリなら有人宇宙機にバンパーを設けることで衝突した時のダメージを軽減できるが、その中間の大きさのデブリへの有効な対処は難しい。

### デブリ化の抑制
デブリを減らすためには、使用済みのロケットや人工衛星を他の人工衛星と衝突しない軌道（墓場軌道）に乗せるか大気圏突入させる、デブリを何らかの手段で回収するなどの対策が必要である。これらの対策は少しずつ開始されているが、既に軌道上にあるデブリを回収・除去する手段については、後述のように、導電性テザーを利用する方法や、レーザーを利用する方法など、様々な方法が提案・実験されているものの、まだ本格的な実用化には至っていない。基本的なデブリ対策としては、地上におけるゴミ問題と同様に、ゴミを発生させないようにするのが最良策である。
デブリの対策は、当初は各宇宙機関が独自のガイドラインを作って規制していたが、2007年に機関間スペースデブリ調整委員会 IADC（Inter-Agency Space Debris Coordination Committee）が国際的なガイドラインを策定しており、現在はそれに従って対応が行われている。高度約2,000km以下の低周回軌道の衛星の場合は、運用終了から25年以内に大気圏への再突入・落下が行われるよう考慮して運用が行われている。またそれよりも高度が高い衛星（静止衛星など）は、運用に使われる軌道から外して墓場軌道に投入する必要がある。
具体的に取られている措置としては、初期の頃はロケットからの衛星分離時に破片が飛散していたが、日・米・欧州のロケット・衛星では、これらをほとんど飛散しないような設計に変更している。その他、衛星を再突入させるほどの推進剤が残っていない場合でもできるだけ高度を下げて軌道上滞在年数を減らすことで他のデブリとの衝突リスクを下げる試みがERS-2やUARS衛星などで行われている。また衛星を軌道投入した後、ロケットに軌道変更の余力が残っている場合は制御しながら再突入する試みが始まっており、日本ではH-IIBロケット2号機で試験が行われた。

#### イリジウム衛星とグローバルスター衛星の場合の廃棄運用例
- 第一世代のイリジウム衛星は、退役時に近地点高度を250kmまで下げる事を計画していた。2014年の時点で76機の衛星すべてが退役予定を超えており、高度778kmで運用が続けられている。イリジウム社は、2015年半ばから2017年末にかけて、第二世代の衛星を71機打ち上げる予定で、これらが軌道上に配置されると第一世代の衛星はデオービットを行う事になるが、第一世代の衛星も一部は予備として残すという計画であった。7-10機の衛星は残り燃料が少なくなっているため、250kmまで高度を下げられなくなっている。このため、近地点高度を600kmまでにしたいと連邦通信委員会に求めていたがこれが認められた。同社はこの高度でも25年以内には再突入すると説明しており、解析によれば3-10年で再突入する見込みとのこと[21]。
- Globalstar衛星ネットワークは1990年代に打ち上げられた低周回軌道（LEO）上の3大衛星通信ネットワークの一つ（あとの2つはイリジウムとOrbcomm）で、これらの衛星は1998-2000年にかけて52機打ち上げられたが、当時はLEO衛星の廃棄ガイドラインはまだなかった。Gobalstar衛星は高度1,414kmの軌道に投入されたため、ミッション終了後は、高度を下げて25年以内に大気圏に再突入させるよりもLEO軌道のガイドライン上限である高度2,000km以上へ移動させる方が効率的とされた。運用高度よりも600km以上も高い高度へ移動させる燃料を積む設計にはなっていなかったが、これまでに退役した Globalstar衛星は約2,000kmあるいはそれ以上高い高度へ移動することができた。2013年は4機がそのような方法で軌道を引き上げた。2013年末現在、退役した37機のうち、25機が200km以上高度を上げることに成功している。12機は1,900km以上の軌道へ到達した[22]。

### 軌道上デブリの除去
2015年4月21日には日本の理化学研究所により、理化学研究所、エコール・ポリテクニーク、パリ第7大学、トリノ大学、カリフォルニア大学アーバイン校からなる共同研究グループが高強度レーザーを使用してデブリを除去する技術を考案したことを発表した。
導電性テザーをスペースデブリに取り付け、テザーに発生するローレンツ力を利用してデブリの勢いを殺し大気圏に突入させるというアイデアもJAXA等で研究されている。2016年12月に打ち上げられたこうのとり6号機では実際にテザーシステムが搭載され、本任務である国際宇宙ステーション（ISS）への補給任務完了後に実証実験を行う予定だったが、装置の不具合で実験が行えなかった。
デブリ対策にビジネスとして取り組むことを掲げるベンチャー企業「アストロスケール」が2013年に設立された。CEOは日本人の岡田光信で、2019年に拠点を日本に移転した。具体的には、まずデブリの分布を把握するための人工衛星を、続いてデブリを除去する衛星の打ち上げを目指している。2018年9月19日にはサリー・サテライト・テクノロジーによって開発されたスペースデブリを軌道から取り除く世界初の実験衛星であるRemoveDEBRIS（リムーブデブリス）が網による超小型衛星の捕獲に成功した。

## 人工衛星との衝突
人工衛星とスペースデブリが衝突したと断定されたり、疑われた事例はいくつか確認されている。主なものを以下に示す。
- 1981年 - コスモス1275号が何らかの原因によって破壊された。この衛星には圧力容器のような爆発の原因となりうる内部構造が無いため、その原因としてデブリとの衝突が疑われている。なお、コスモス1275号自体もこの破壊によって300個以上のデブリを発生させた。
- 1991年12月末 - 1988年に打ち上げられたソ連のコスモス1934号に、コスモス926号の破片が衝突していたのが後にわかった[29]。
- 1996年7月 - フランスの人工衛星スリーズ（Cerise）がデブリと衝突し、衛星の本体からもぎ取られた一部が新たなデブリになっている。衝突の相手は1986年にアリアン・ロケットが破壊された際のデブリのうちの一つである。この衝突は、カタログ物体同士の初の衝突である。
- 2005年1月17日 - 1974年に打ち上げられたアメリカのロケット上段と、1999年に打ち上げられ2000年に爆発した中国のロケットの破片が南極上空で衝突した[29]。
- 2006年3月 - ロシアの静止衛星エクスプレスAM11（Express-AM11）がデブリとの衝突によって機能不全に陥り、静止軌道から墓場軌道へ移動した後、運用を終了した。
- 2009年2月12日 - 機能停止中のロシアの軍事通信衛星コスモス2251号と、イリジウム社が当時運用中だった通信衛星イリジウム33号とが衝突した。この衝突によって少なくとも500個以上のデブリが発生した[30]。その後の調査でコスモス2251号が1,267個、イリジウム33号が521個の破片を生じたことが報告された[9]。これは非意図的な人工衛星本体同士の衝突としては世界初のものである。（2009年人工衛星衝突事故を参照）
- 2013年1月22日 - ロシアの小型衛星BLITSが破片と衝突し、衛星が使用不能になっている事が同年3月8日に発表された。当初は2007年に破壊された中国の衛星風雲1号Cの破片との衝突と思われていた[31]が、後にこれは未知のデブリとの衝突だった事が分かった。
- 2013年5月 - エクアドルの超小型衛星ペガソが、旧ソビエト連邦が打ち上げたロケットの周囲に漂っていたデブリクラウドと衝突した模様（ロケット本体との衝突では無かった）で、制御不能となった[32]。

### 微小デブリ

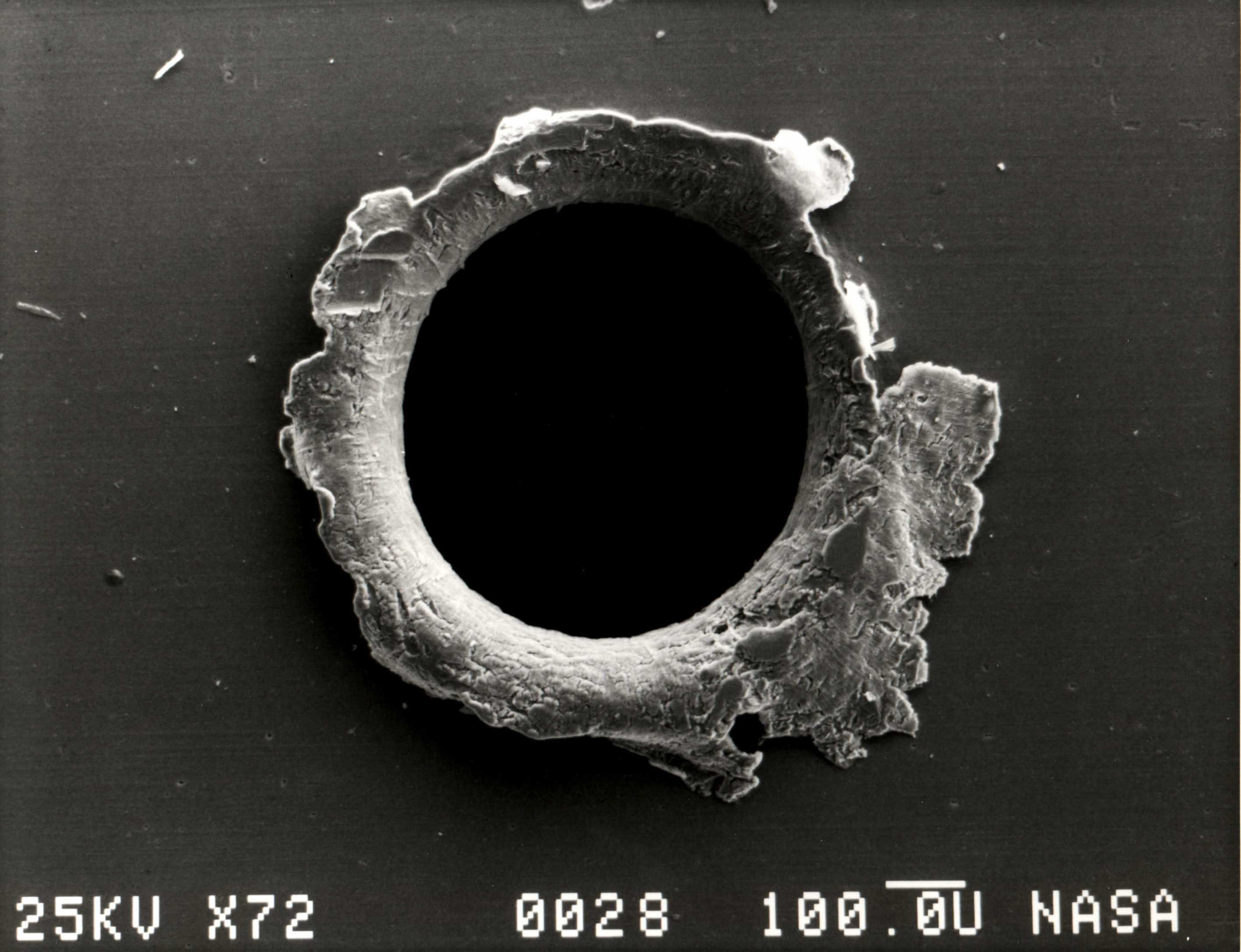
ソーラーマックスのデブリ痕

宇宙空間に長期間曝露された人工衛星など宇宙物体の表面には、微小物との衝突による多数のクレーターが形成される。原因物体が流星物質であるか人工物体（デブリ）であるかは、クレーターの底に付着した残留物を分析したり、衝突速度と角度をクレーターの形状から推定することで判断できる。
1983年に打ち上げられたスペースシャトル・チャレンジャー（STS-7）では、人工衛星から剥がれた塗料片と推測される微小物体と軌道上で衝突し、窓ガラスに深さ約0.5mmの微小クレーターが形成された。
また、1984年にチャレンジャー（STS-41-C）によって回収されたソーラーマックス衛星の外壁2.5平方メートルの表面には、約3年の宇宙空間への曝露により約1,000個ものクレーターが形成されていた。このうちの約7割が人工的なデブリによるものとされている。
継続的な調査により、時代が下ると共に衝突頻度が加速度的に上昇していることが判明している。微小デブリとの衝突状況が調査された主なものを以下に示す。
- Long Duration Exposure Facility（LDEF） - 1990年に回収されるまで68ヶ月間曝露
- EURECA - 曝露期間：1992年- 1993年
- ハッブル宇宙望遠鏡の太陽電池パネル - 曝露期間：1990年 - 1993年
- SFU - 曝露期間：1995年 - 1996年、スペースシャトルによって回収された実機が国立科学博物館に展示され、微小デブリとの衝突痕が確認できる

また、ミールや国際宇宙ステーションから回収されたものでも分析が行われている。

## 地上への落下
ほとんどの人工衛星クラスの宇宙物体は大気圏再突入時に燃え尽きてしまい地上へは到達しないが、ロケットのエンジン部など重量のあるもの・燃えにくい構造の宇宙物体は燃え尽きずに地球上に落下することがある。
落下地点を安全に制御できる場合は計画的に軌道や高度を変更し、太平洋上で陸地から最も離れた場所であるスペースクラフト・セメタリーとも呼ばれる到達不能極を狙って落下させることが多い。

### 制御不能落下物
制御落下を重要視しなかった時代に打ち上げられた宇宙物体や、大気圏再突入で燃え尽きると推測されていたが実際には燃え残り一部が地上へ落下したものなど、制御されなかった落下物も存在する。以下に主要な落下物を示す。
- サターン5型ロケットの第二段 S-II - 1975年1月11日に大気圏に再突入。太平洋上に落下
- スカイラブ - 1979年に再突入。オーストラリア西部
- サリュート7号 - 1991年2月7日に再突入。太平洋の無人エリアに落下
- スペースシャトル・コロンビア - 2003年2月1日、帰還時に空中分解して落下。詳細はコロンビア号空中分解事故
- 長征5号Bの1段目 - 2020年5月11日に地上に落下[33]
- ISSのハードウェアの一部 - 2024年3月に米フロリダの民家に落下[34][35]

### 責任と被害の補償
地上に被害が出た場合は、宇宙損害責任条約を批准していれば打ち上げた国が補填するが、被害の程度によっては保証されない場合もある。アメリカではアメリカ航空宇宙局やアメリカ宇宙軍ではなく、政府から資金援助を受ける宇宙関連NPOであるエアロスペース・コーポレーションに連絡することが推奨されている。
2024年3月のフロリダ州に落下した事例では、直接的な落下物はJAXAのロケットにより打ち上げられた物体だったが、被害者は落下物の所有者であるNASAに対して賠償金8万ドル（約1280万円）の支払いを求める訴訟を起こした。

## 機関間スペースデブリ調整委員会
1993年に機関間スペースデブリ調整委員会 IADC（Inter-Agency Space Debris Coordination Committee）が設立され、各国の宇宙機関の間でスペースデブリの対策に対して協議されている。
2007年にIADCは、スペースデブリ軽減のためのガイドライン（Space Debris Mitigation Guidelines）を発行した。現在はこのガイドラインに従ってデブリをこれ以上増やさないような努力が行われている。

### 参加機関
- イタリア宇宙機関（ASI）
- イギリス国立宇宙センター（BNSC）
- フランス国立宇宙研究センター（CNES）
- 中国国家航天局（CNSA）
- ドイツ航空宇宙センター（DLR）
- 欧州宇宙機関（ESA）
- インド宇宙研究機関（ISRO）
- 宇宙航空研究開発機構（JAXA）
- アメリカ航空宇宙局（NASA）
- ウクライナ国立宇宙機関（NSAU）
- ロシア連邦宇宙局（ROSCOSMOS）
- カナダ宇宙庁（CSA）

## 国連宇宙空間平和利用委員会（COPUOS）
2019年2月11日から、オーストリアで開かれる国連宇宙空間平和利用委員会（COPUOS）で、日本は、米国など10カ国とともにスペースデブリ抑制など宇宙空間の長期利用に向けた取り組みを求める声明を出すことが2月５日判明した。日本が率先して、今後本格化する国際ルールづくりで主導権を確保する狙いがある。声明は、COPUOSの下部組織の科学技術小委員会で12日（現地時間）に発出し、日本の呼び掛けに米国、英国、フランス、ドイツ、カナダ、イタリア、韓国、豪州、ニュージーランドの計９カ国が応じ、同様の声明を出す。

## スペースデブリを扱った作品
- 『ガンダムシリーズ』 - 多くの作品でスペースデブリに関する描写がなされている。戦艦やモビルスーツをはじめとした兵器などの残骸がデブリ化するほか、そうしたデブリを回収するジャンク屋や回収業者なども登場する。
- 映画『スーパーマンIV/最強の敵』（1987年） - 作品冒頭、スペースデブリの衝突で危機に見舞われる旧ソ連宇宙ステーションを主人公が救うシーンがある。
- 漫画『プラネテス』（1999年） - スペースデブリ回収業者を主人公として、本問題を大きく扱った作品。テレビアニメ化もされた（2003年）。
- 映画『COSMIC RESCUE』（2003年） - 物語後半、スペースデブリに衝突して遭難した宇宙船が主人公のレスキューチームに救助されるシーンがある。
- 映画『ゼロ・グラビティ』（2013年） - スペースデブリがシャトルに衝突し、シャトルが破壊されたため宇宙に取り残されてしまった人たちの運命を描いた作品。
- アドベンチャーゲーム『流星☆キセキ -SHOOTING PROBE-』（2013年） - 多量のスペースデブリの拡散により各国がロケット打ち上げが中断している状況の中、ロケット打ち上げを目指す主人公と異星から来た人型の惑星探査機との出会いを描いた作品。
- テレビドラマ『ブラッシュアップライフ』（2023年） - みーぽんと、なっちの乗った航空機と衝突し墜落する周回がある。
- アニメ『未ル わたしのみらい』（2025年） - 1話はスペースデブリ回収業者の男女が主人公の、プラネテスと似た内容になっている。